# Trindborgen, Brandalsund

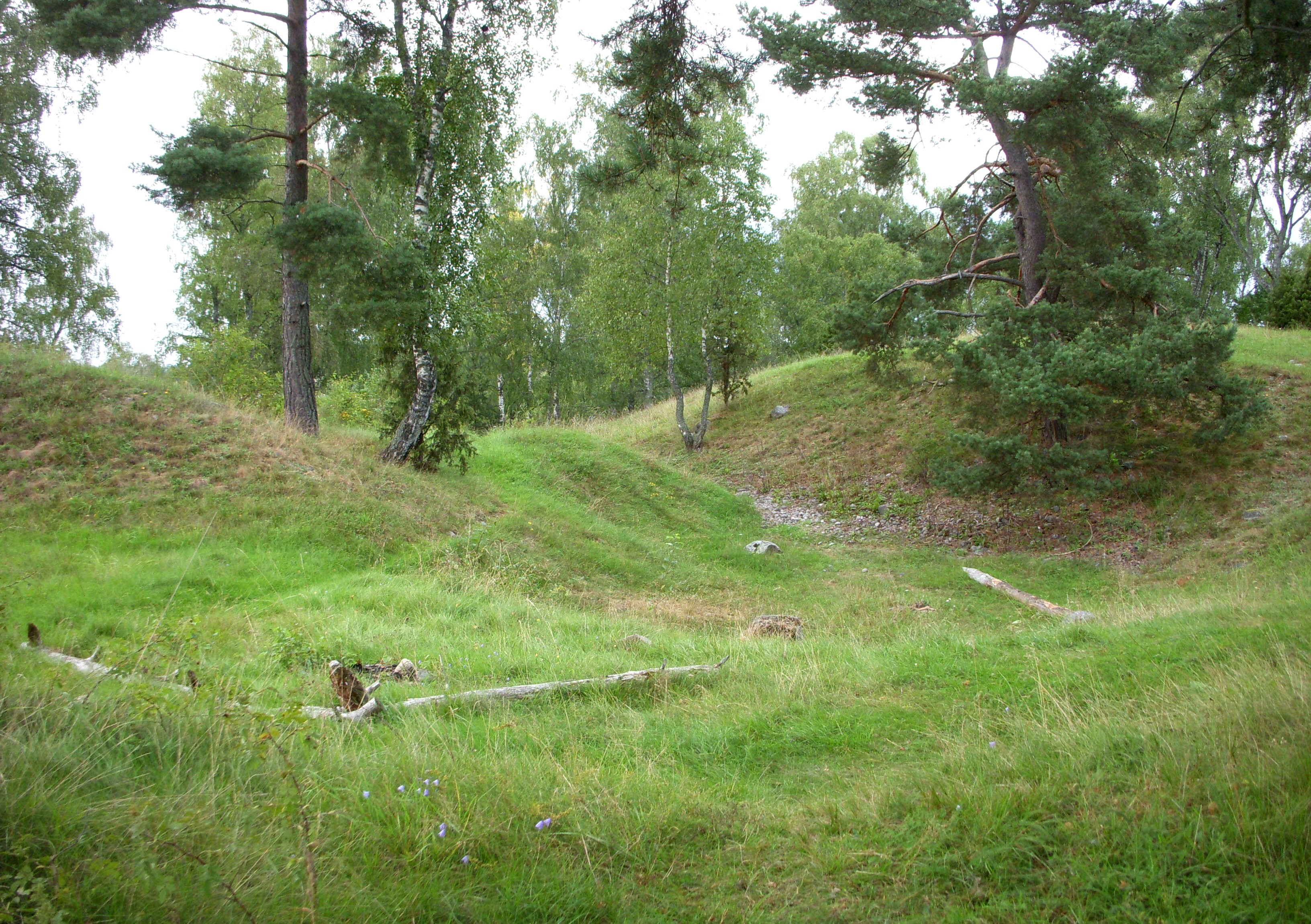
Trindborgens rester 2010.

Trindborgen är en gammal försvarsanläggning belägen vid östra sidan av Brandalsund i närheten av Ytterjärna socken i Södertälje kommun. Borgen anlades i början av 1400-talet och utökades fortfarande på 1860-talet. Anläggningen ingår i det 2016 bildade Brandalsunds naturreservat.

## Beskrivning

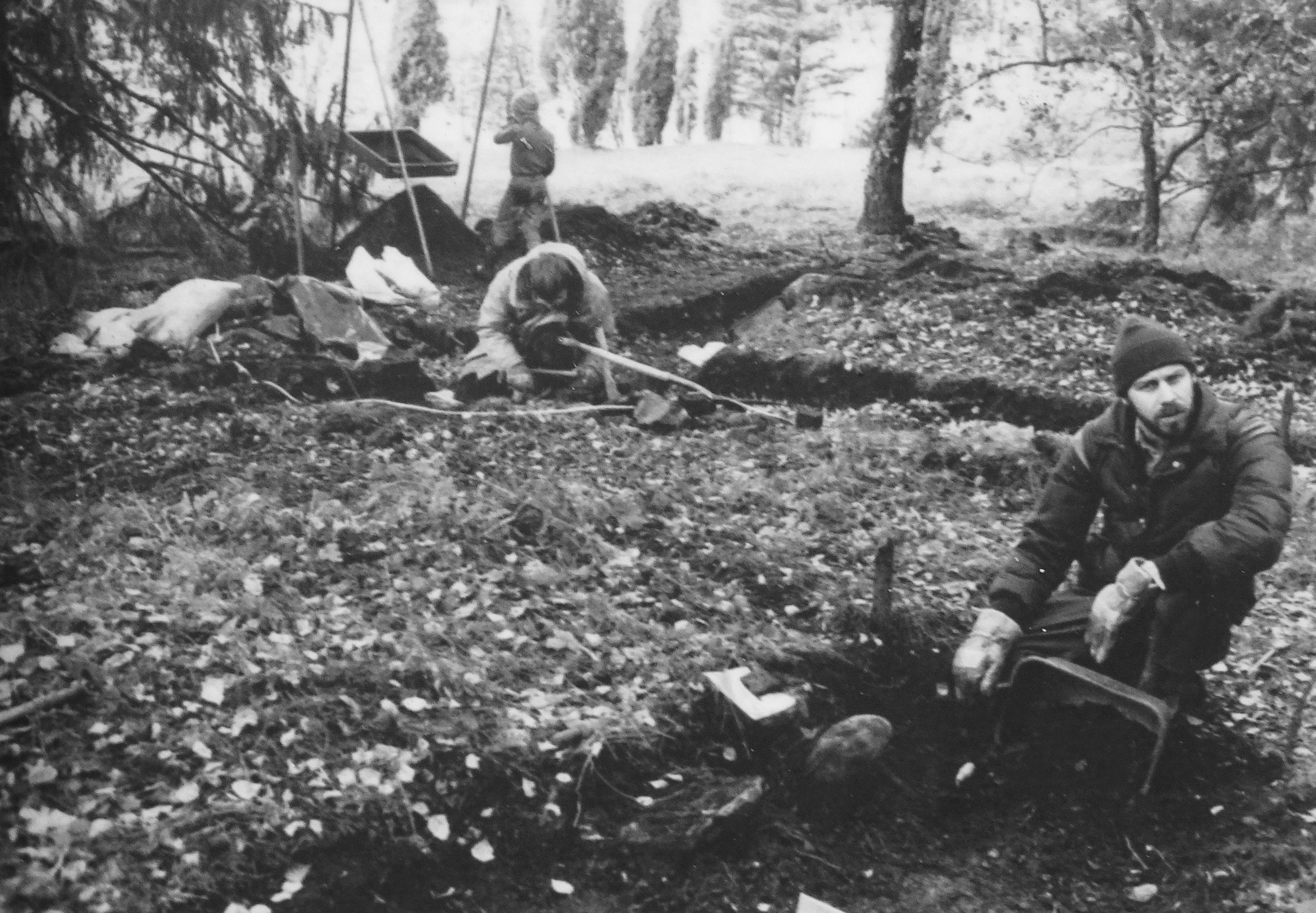
Utgrävning pågår, 1985.

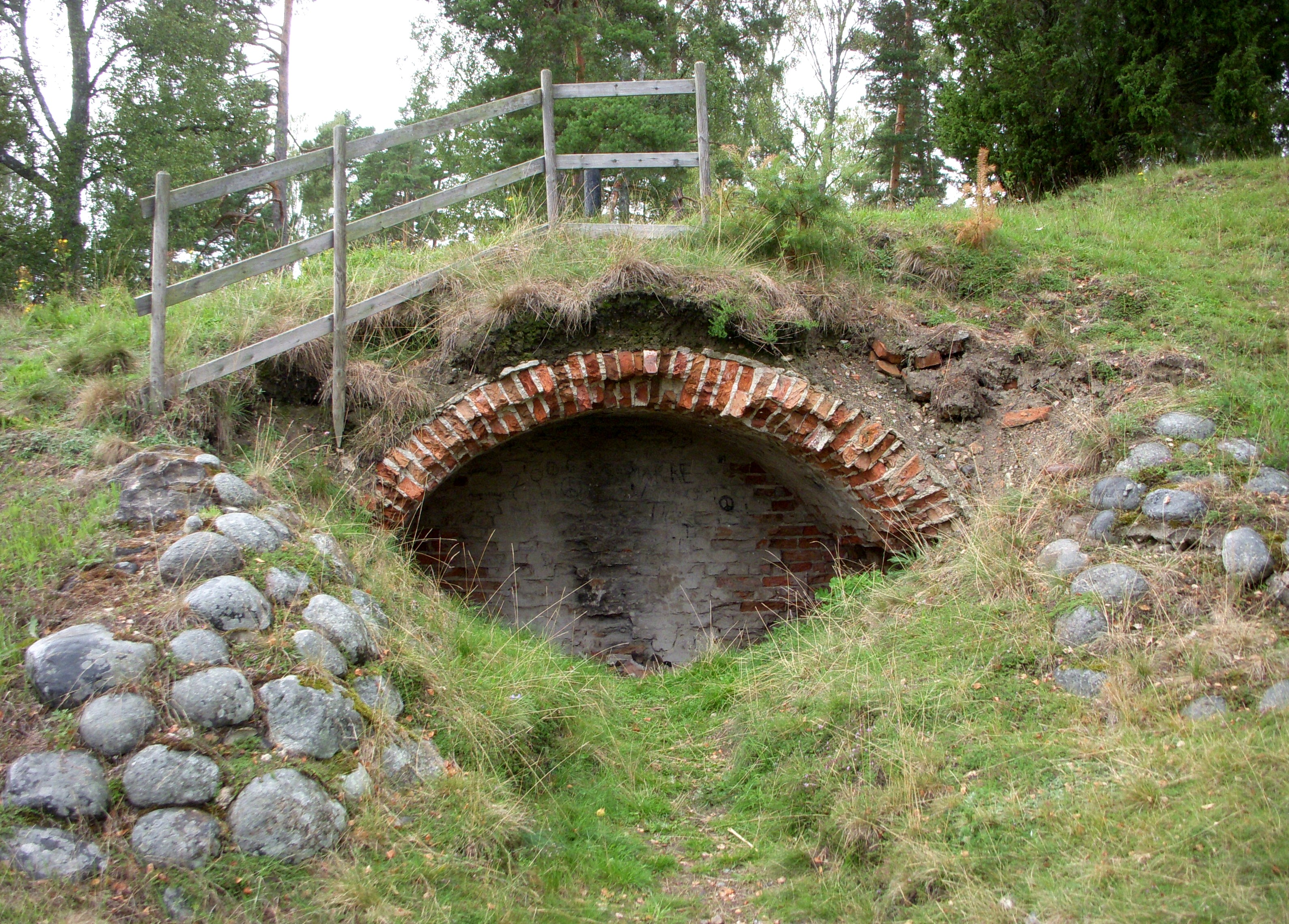
Sjökrogens rester 2010.

På en hög kulle på halvön sydost om godset Brandalsund ligger resterna av den medeltida Trindborgen. Från denna strategiska plats har man kontrollerat och försvarat inloppet till Södertälje och här går fortfarande idag Södertäljeleden förbi. Platsen har använts sedan början av 1400-talet och undersöktes på 1980-talet av amatörforskare med en arkeolog från riksantikvarieämbetet som ansvarig. Några murar eller andra säkra spår av någon medeltida försvarsanläggning fann de inte, vilken kan bero på att dessa grävts bort vid något tidigare tillfälle.
Vid undersökningarna påträffades några fynd från medeltiden, däribland ett antal delar av armborstar. Därav drog arkeologerna slutsatsen att det under 1400-talets första hälft legat en armborstverkstad på platsen. Bland fynden fanns även en stor mängd trasiga kritpipor och ett antal mynt som gästerna till den närliggande sjökrogen hade tappat. 
Sjökrogen låg nedanför kullen. Numera finns bara grunden från 1600-talet kvar. Byggnaden bestod av enbart två rum; i det ena bodde krögaren med familj, det andra utgjorde själva krogen. Krogen, som också är känd från skattelängder i arkiven, var i bruk från slutet av 1600-talet till mitten av 1700-talet.
På 1860-talet anlades ett kanonbatteri på Trindborgshöjden. I dag återstår av den anläggningen en hästskoformad, skyddande jordvall. De tunga kanonerna transporterades dit med båt och drogs sedan upp för kullens norra sida. Vägen från viken och upp till batteriplatsen syns ännu. Nedanför jordvallen finns det spår efter grävda skyttevärn.